# Impression. Soluppgång
Impression. Soluppgång eller Intryck. Soluppgång (franska:  Impression, soleil levant) är en oljemålning av den franske konstnären Claude Monet från 1872. Den är utställd på Musée Marmottan Monet i Paris.
Målningen kom att ge namn åt konststilen impressionism efter att den visades på den första impressionistutställningen i Paris i april 1874. Den återger en scen från Le Havres hamn, Monets hemstad, och är målad med lätta penseldrag och för tiden ovanligt klara färger. Den återger snarare en stämning än en specifik scen; det egentliga motivet är ljusspel, vatten och morgontöcken.